# Amelanchier pumila
Amelanchier pumila är en rosväxtart som först beskrevs av John Torrey och A.Gray, och fick sitt nu gällande namn av Thomas Nuttall och Max Joseph Roemer. Amelanchier pumila ingår i släktet häggmisplar, och familjen rosväxter. Inga underarter finns listade i Catalogue of Life.

## Bildgalleri

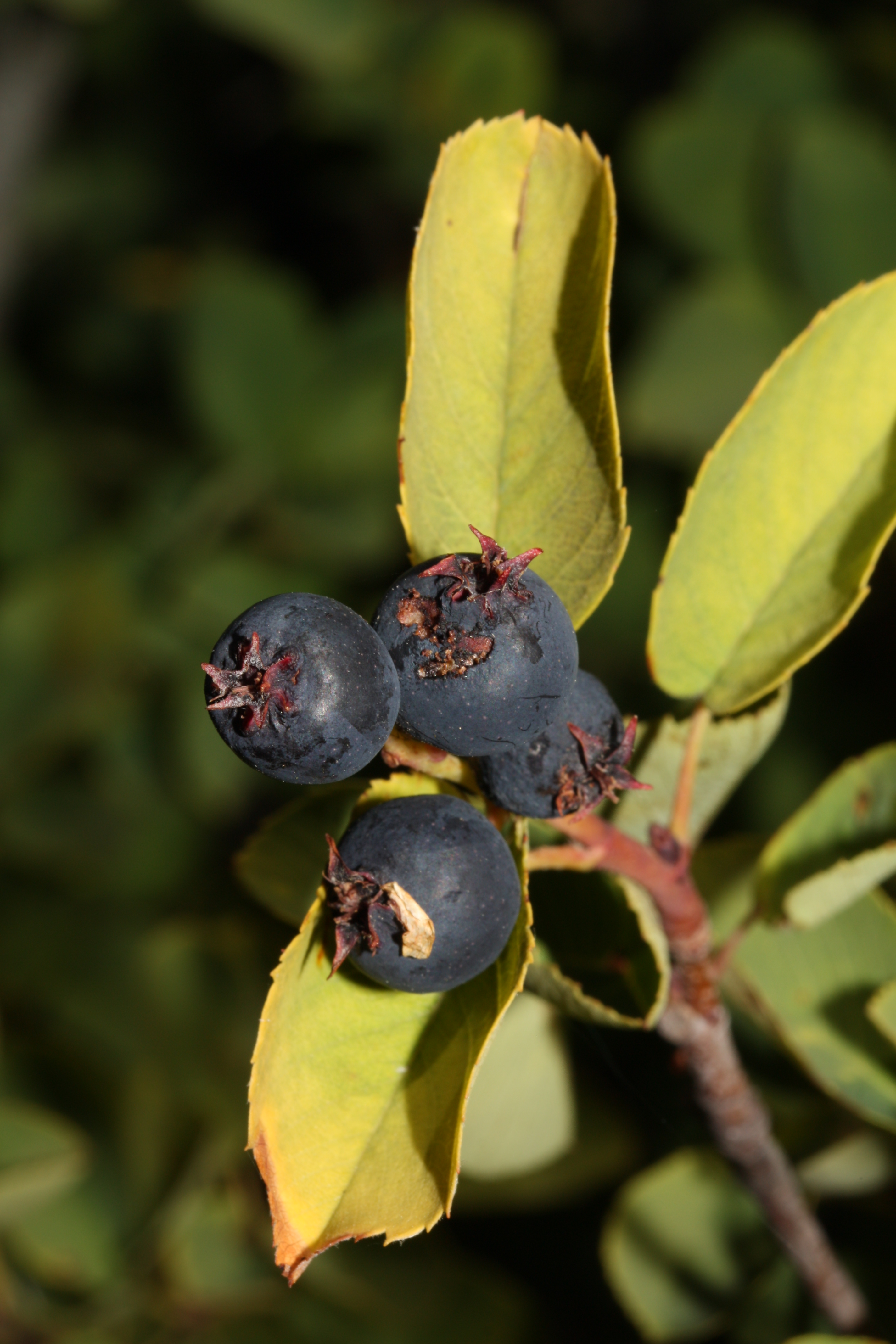
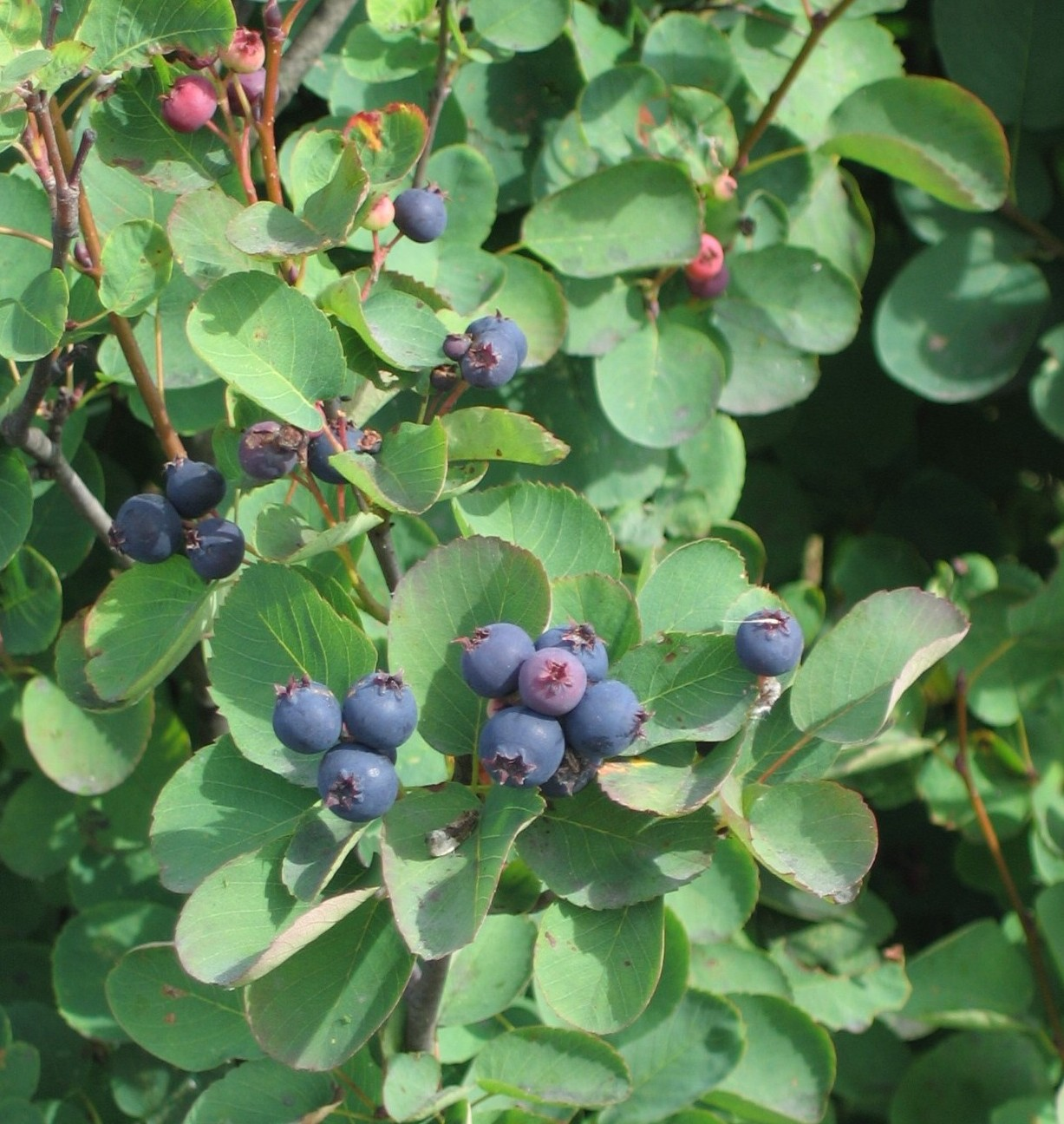